# Teresa Edwards
Pour les articles homonymes, voir Teresa et Edwards.
Teresa Edwards (née le 19 juillet 1964 à Cairo) est une joueuse de basket-ball américaine, jouant au poste d'arrière, devenue entraîneuse de basket-ball.
Elle possède l'un des plus beaux palmarès du basket-ball féminin avec cinq médailles olympiques. Teresa Edwards est quatre fois championne olympique, étant à la fois la plus jeune championne olympique de basket en 1984 à 20 ans, et la plus vieille (avec Lisa Leslie en 2008) en 2000 à 36 ans. Elle est également double championne du monde en 1986 et 1990.

## Biographie

### Débuts et carrière universitaire
Fille aînée d'une famille de cinq enfants, elle doit mentir à sa mère, en prétextant faire des travaux pour un professeur, pour s'octroyer des entraînements de basket-ball, activité où elle met trop d'engouement selon sa mère.
Elle rejoint l'université de Géorgie et évolue avec les Bulldogs de la Géorgie, entraînée par Andy Landers qui sera plus tard introduit au Women's Basketball Hall of Fame et au FIBA Hall of Fame. Pour sa première saison, elle parvient au Final Four du championnat NCAA. L'année suivante, elle remporte son second titre de la Southeastern Conference (SEC). Elle est rejointe par Katrina McClain, qu'elle a rencontré dans un stage avec la sélection américaine et avec laquelle elle disputera trois tournois olympique. La saison 1984-1985 se conclut par un nouveau Final Four de la NCAA, compétition où les Bulldogs atteignent la finale. Toutefois, ceux-ci s'inclinent face à Old Dominion. Lors de sa dernière saison avec les Bulldogs, elle remporte son troisième titre de la SEC en quatre ans.

### Carrière professionnelle
À la sortie de l'université, elle rejoint l'Europe pour évoluer en professionnelle. Elle joue en Italie, au Japon, En Espagne avant d'arriver en France, dans le club de Tarbes qu'elle aide à parvenir au titre de vice-champion de France en 1995. Elle remporte également le tournoi de la Fédération face au club de Bourges  et elle nommée MVP de la compétition, avec en particulier 28 points marqués lors de la finale.
Après une saison complète dédiée à sa sélection nationale, elle participe à la création de la American Basketball League (ABL), nouvelle ligue de basket-ball professionnelle aux États-Unis. Lors de première saison, elle y officie en tant qu'entraîneur-joueuse du Glory d'Atlanta. Elle évolue ensuite avec les Rage de Philadelphie jusqu'à la fin d'activité de la ligue en 1998. Au total, elle dispute 84 rencontres dans cette ligue avec des statistiques de 20,7 points, 6,5 rebonds, 6,5 passes et 2,5 interceptions. Elle est une fois la meilleure marqueuse de la ligue et est nommée à deux reprises dans le premier cinq de la ABL. Elle participe aux deux All Star Game de la ligue et est nommée joueuse de la semaine à six reprises. Elle est également la seule joueuse de l'histoire de la ligue à marquer 40 points ou plus, performance qu'elle réalise à quatre reprises.
Après la fin de la ABL, elle reçoit des propositions pour intégrer l'autre ligue américaine, la WNBA. Mais elle doit évoluer avec un statut de rookie, ce qui ne lui accorde que la moitié de ses émoluments en ABL ou même du tiers de ce qu'elle peut obtenir en Europe.
Après les jeux de Sydney, elle fait, en 2002, de nouveau une pige en France avec Valenciennes pour suppléer Edwige Lawson et Audrey Sauret. Elle participe à la campagne européenne du club, en Euroligue. Le club remporte le Final Four de Liévin, en disposant du club slovaque de SCP Ružomberok en demi-finale puis du club polonais de Lotos Gdynia sur le score de 78 à 72.  
Elle est ensuite sélectionnée lors de la draft WNBA 2003 par le Lynx du Minnesota dont l'entraîneur est Suzie McConnell Serio, avec laquelle elle a participé à deux campagnes olympiques en 1988 et 1992. Elle évolue deux saisons avec les Lynx. Redevenue free-agent, agent libre, elle ne parvient pas à retrouver un contrat pour la saison suivante.

### Sélection nationale
Teresa Edwards a souvent privilégié sa sélection nationale. En plus de ses multiples médailles olympiques et mondiales, elle atteint le fabuleux pourcentage de 93,6 % de victoires (205 victoires, 14 défaites).
Elle revêt le maillot de la sélection américaine pour la première fois en 1981 à l'âge de 17 ans, lors d'un U.S. Olympic Festival. 
Elle dispute ses premiers Jeux olympiques en 1984 à Los Angeles. Elle figure dans une équipe dirigée par la légendaire entraîneur Pat Summitt et dont le leader offensif est Cheryl Miller. Edwards marque 2,5 points et délivre au total huit passes décisives sur les six rencontres du tournoi olympiques, six rencontres remportées aisément, Seules les Yougoslaves, lors du premier match, parviennent à rester sous la barre des trente points concédés. Elle est également la plus jeune joueuse de basket-ball de l'histoire à devenir championne olympique.
Deux ans plus tard, elle figure toujours dans la sélection américaine pour le championnat du monde 1986. Elle est désormais la seconde marqueuse de la sélection américaine avec 15,3 points derrière Cheryl Miller. Elle occupe également le premier rang des Américaines au niveau des passes avec 4,3 passes par rencontre. Elle ajoute également 2 interceptions et 2,6 rebonds. Lors de la finale, qui oppose les Américaines aux Soviétiques, deux équipes invaincues durant cette compétition, elle marque 17 points. Les cinq joueuses du cinq de départ marquent dix points ou plus, dont Cheryl Miller qui réalise pour sa part 24 points et capte 15 rebonds. Les Américaines l'emportent 108 à 88 face à des Soviétiques qui évoluent à domicile à Moscou. Elles confirment ainsi la victoire en Goodwill Games obtenue un mois plus tôt. 
Lors des Jeux olympiques de 1988 à Séoul, Edwards est la cocapitaine. Dès la première rencontre, elle prouve son leadership en marquant 24 points lors d'une victoire 87 à 81 face à la Tchécoslovaquie. Après deux nouvelles victoires face à la Yougoslavie et la  Chine, les États-Unis retrouvent en demi-finale l'URSS, équipe que les Américaines n'ont jamais réussi à vaincre en compétition olympique. Edwards ajoute 12 points et 6 passes aux 27 de points de Cynthia Cooper et 26 points et 15 rebonds de Katrina McClain qui donnent la victoire 102 à 88 à son équipe. En finale, les Américaines retrouvent les Yougoslaves et l'emportent 77 à 70, avec notamment 14 points de Edwards marqués lors de la seconde période. Edwards termine la compétition à la deuxième place des marqueuses américaines. Elle est également la première de sa sélection dans les catégories statistiques des passes, 3,4, et des interceptions 4,6.
Le championnat du monde 1990 se dispute à Kuala Lumpur. Les Américaines, qui avaient été battues deux fois en préparation par les Cubaines, prennent leur revanche sur celles-ci puis se qualifient pour la demi-finale. Elles éliminent la Tchécoslovaquie par 87 à 59 pour se voir opposer aux Yougoslaves en finale. Celles-ci s'inclinent de dix points, 88 à 78 dans une rencontre où Edwards marque 17 points. Durant cette compétition, celle-ci est la meilleure Américaine dans les statistiques des points, avec 21,9, passes avec 3,0 et interceptions avec 2,9. 
Les Américaines possèdent une équipe expérimentée pour les Jeux olympiques 1992 de Barcelone, avec six des douze joueuses déjà médaillées d'or à Séoul. Elles remportent leurs trois premiers matchs, dont les deux premiers avec des écarts de 56 et 55 points avant de se voir opposer à l'équipe des Nations Unifiées, qui prend la succession de l'URSS. Les ex-soviétiques prennent leur revanche en l'emportant 79 à 73 dans une rencontre où les Américaines sont un moment menées de onze points, puis reviennent à hauteur. Un six à zéro en fin de rencontre donne finalement la victoire aux adversaires des Américaines. La rencontre pour la troisième place face à Cuba est de nouveau serrée avant que les Américaines, grâce à leur défense, prennent l'avantage pour l'emporter 88 à 74 et remporter la médaille de bronze. Les statistiques de Edwards sur la compétition sont de 12,6 points, 5,4 passes  et 3,6 interceptions.
Après la médaille de bronze de Barcelone, les Américaines subissent une nouvelle défaite en demi-finale lors du championnat du monde 1994 de Sydney. Opposées aux Brésiliennes, elles s'inclinent 110 à 107 malgré les 29 points et 19 rebonds de Katrina McClain, Edwards marquant 15 points. C'est cependant insuffisant face aux 32 et 29 points de Hortencia Marcari et Maria Paula de Silva. Lors de la finale pour la troisième place, les Américaines l'emportant face aux Australiennes grâce à 20 de Edwards et 19 de Lisa Leslie.
Après deux échecs, les États-Unis décident de préparer les Jeux olympiques 1996 disputé à Atlanta à partir d'octobre 1995. Les Américaines disputent 52 rencontres avant le début des jeux. Teresa Edwards, qui a jusqu'alors disputé toute sa carrière professionnelle à l'étranger, les États-Unis ne possédant à son époque pas de basket-ball professionnel féminin, se lance à fond dans l'aventure pour pourvoir enfin jouer sur le sol américain, d'autant plus que ces jeux se disputent dans l'État où elle est née, en Géorgie. Les Américaines font de gros sacrifices pour cette échéance : Katrina McClain renonce à un contrat important pour une joueuse de son âge avec un club hongrois, 300 000 $ alors que la fédération américaine n'octroie que 50 000 $. De plus, cette préparation est longue et fatigante, avec de lourdes séances d'entraînement et de nombreux voyages, à l'étranger où sur tout le sol américain. 
Edwards commence sa compétition en étant désignée comme l'athlète qui prête le serment olympique lors de la cérémonie d'ouverture. Les Américaines remportent leurs cinq rencontres du premier tour. Elles disposent ensuite du Japon en quart de finale sur le score de 108 à 93, Lisa Leslie en profitant pour réaliser la meilleure performance d'une Américaine dans l'histoire des jeux avec 35 points. En demi-finale, les Américaines battent pour la seconde fois de la compétition les Australiennes pour se qualifier pour la finale. Lors de celle-ci, elles sont opposées aux Brésiliennes, championnes du monde en titre. Après un score de 57 à 46 à la mi-temps, les Américaines font progresser le score jusqu'à un écart maximum de 31 points pour finalement l'emporter 111 à 87 devant 32 987 spectateurs dans le Georgia Dome.
Lors de ces jeux, Edwards établit le meilleur nombre de passes décisives lors d'une rencontre olympique avec 15 passes face à l'Australie lors d'une victoire du premier tour 96 à 79. Cela lui permet aussi de détenir le meilleur total de passes délivrées par une Américaine lors d'un même tournoi olympique avec 64, soit une moyenne de 8 passes par rencontres, la seconde étant Sheryl Swoopes avec 31 lors du même tournoi d'Atlanta. Elle marque également 6,9 points et capte 3,8 rebonds.
Teresa Edwards, qui retrouve un rôle de cocapitaine, partagé avec Dawn Staley, fait son retour pour les Jeux olympiques de 2000 à Sydney, son cinquième tournoi olympique. La sélection américaine, après une préparation de 40 rencontres conclue par 38 victoires et 2 défaites, remporte les cinq rencontres du premier tour en s'appuyant sur Lisa Leslie, qui terminera la compétition comme meilleure réalisatrice américaine avec une moyenne de 15,8 points, bien alimentée par les meneuses Edwards et Staley, dont les statistiques à la passe sont respectivement de 3,4 et 3,6. En quart de finale, les Américaines éliminent la Slovaquie sur le score de 58 à 43. Elles affrontent ensuite la Corée du Sud en demi-finale. Elles confirment leur victoire du premier tour en l'emportant avec sensiblement le même écart, 13 en demi contre 14 points auparavant. La finale oppose les Américaines aux Australiennes, qui évoluent à domicile, dont la vedette est Lauren Jackson. Les Américaines font une première différence importante en inscrivant un 9 à 0 qui fait passer le score de 26-23 à 35-23. Après une mi-temps atteinte sur le score de 43 à 30, les Américaines continuent d'augmenter progressivement le score en seconde période pour l'emporter 76 à 64. Edwards, devient la première basketteuse à remporter quatre titres olympiques. Elle est la seconde sportive américaine, après Carl Lewis, à obtenir quatre médailles d'or en quatre olympiades. Elle détient également d'autres records avec la sélection américaine; elle est la joueuse à avoir disputé le plus de rencontres avec 32, nombre égalé par Lisa Leslie à Pékin, la joueuse avec le plus grand nombre de passes avec 143, d'interceptions avec 59. Elle est également la troisième marqueuse américaine en compétition olympique avec 265, devancée par Leslie première avec 488 et Sheryl Swoopes avec 274.

### Post-carrière
Elle retrouve en 2006 son ancienne franchise de WNBA du Lynx du Minnesota pour occuper un poste d'assistante. Puis elle rejoint comme assistante de nouveau le Shock de Tulsa, dont elle devient le 9 juillet 2011, l'entraîneuse après que Nolan Richardson ait été remercié après le très mauvais départ de son équipe (1 victoire, 9 défaites).
Elle assure également un rôle d'analyste  pour la chaine NBC Sports lors des Jeux olympiques de 2008 de Pékin.

## Palmarès

### En sélection
Son palmarès aux Jeux olympiques est :
- Médaille d'or aux Jeux olympiques 1984
- Médaille d'or aux Jeux olympiques 1988
- Médaille d'or aux Jeux olympiques 1996
- Médaille d'or aux Jeux olympiques 2000
- Médaille de bronze aux Jeux olympiques 1992

Son palmarès au Championnat du monde est :
- Médaille d'or au Championnat du monde 1986
- Médaille d'or au Championnat du monde 1990
- Médaille de bronze aux championnats du monde 1994

Son palmarès lors des Jeux panaméricains est :
- Médaille d'or aux Jeux panaméricains de 1987
- Médaille de bronze aux Jeux panaméricains de 1991

Son palmarès lors des Goodwill Games est :
- Médaille d'or aux Goodwill Games de 1986
- Médaille d'or aux Goodwill Games de 1990

Teresa Edwards remporte également la médaille d'or de la Coupe William Jones, connue sous le nom R. William Jones Cup en 1984.

### En club
- Vainqueur de l’Euroligue 2002
- Vainqueur du Tournoi de la fédération 1995
- Vice-championne de France 1995

### Distinctions personnelles
- Nommée basketteuse américaine de l'année en 2000, 1996, 1990, 1987
- Élue au FIBA Hall Of Fame en 2013[15].
- Trophée Kim Perrot de la sportivité 2004

## Sources